# Pętkowice-Kolonia
Pętkowice-Kolonia – przysiółek wsi Pętkowice w Polsce, położony w województwie świętokrzyskim, w powiecie ostrowieckim, w gminie Bałtów.
W latach 1975–1998 przysiółek administracyjnie należał do województwa kieleckiego.
Wierni Kościoła rzymskokatolickiego należą do parafii św. Teresy od Dzieciątka Jezus w Pętkowicach.